# Lalandelle
Lalandelle je francouzská obec v departementu Oise v regionu Hauts-de-France. V roce 2013 zde žilo 460 obyvatel.

## Poloha
Sousední obce jsou: Le Coudray-Saint-Germer, Espaubourg, Flavacourt, Labosse, Ons-en-Bray, Saint-Aubin-en-Bray a Le Vauroux.

## Vývoj počtu obyvatel
Počet obyvatel